# Pero Maça de Sangarrén

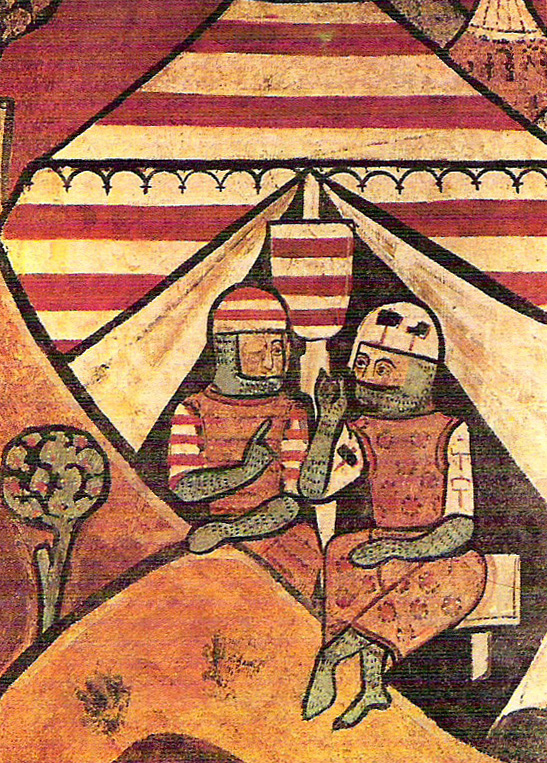
Hug IV d'Empúries i Pero Maça durant la conquesta de Mallorca
- Nota: les armes heràldiques de Pero Maça no es corresponen amb els registres consultats

Pero Maça de Sangarrén (?-1245) va ser un cavaller aragonès senyor de Sangarrén.

## Orígens familiars
Desconeguts. Pertanyia al llinatge dels Maça i era parent de Blasco Maça.

## Matrimoni i descendents
Pero Maça fou pare de Blasco Maça I, qui també participà en la conquesta de València i originà la branca valenciana del llinatge dels Maça.

## Biografia
El 1229 va participar en la Croada contra Al-Mayûrqa en la Host de la Casa d'Aragó. El rei Jaume I d'Aragó li encarregà que provés de convèncer el comte Hug IV d'Empúries sobre la conveniència d'arribar a un acord de rendició amb els mayûrqins. El 1230 i quan el rei abandonà l'illa, aquest li encarregà conjuntament Bernat de Santa Eugènia de Berga la missió de destruir els focus d'insurgència islàmica que resistien la invasió a Artà, Pollença i Alaró.
El 1235 participà amb altres 4 potentats en la conquesta de Yabisah i el 1244 lluità en els setges de Xàtiva i Biar, durant la conquesta de València.